# Линкестида
Линкестида или Линкестис (на старогръцки: Λυγκηστίς, Λυγκηστία, също Λύγκος, Lýnkos) е древна страна в Горна Македония. Намира се между Преспанското езеро и Островското езеро (Вегорѝтида). Главен град е Хераклея.
През архейските времена се нарича „Пелагония“. През 355 г. пр. Хр. Филип II Македонски превзема от илирийците Линкестида и разширява владението си до брега на Охридското езеро. Тази област оттогава е известна като Линкестис.

## Известни личности
Царска фамилия:
- Бромерос
  - Арабей I Линкестидски (424/423 г. пр. Хр.), „цар нар линкестийските македонци“[4]
    - една дъщеря, омъжена за Сирас
      - Евридика, омъжена за цар Аминта III Македонски, майка на Филип II Македонски и баба на Александър Велики

    - Арабей II Линкестидски (400/390 г. пр. Хр.), цар на Линкестида
      - Менелай Пелагонийски (363/360 г. пр. Хр., цар на Пелагония

- Фамилията на Ероп († сл. 338 г. пр. Хр.), генерал на Филип II Македонски
  - Херомен († 336 г. пр. Хр.)
  - Архабай († 336 г. пр. Хр.)
    - Аминта († 333 г. пр. Хр.), генерал на Александър Велики
    - Неоптолем († 334 г. пр. Хр.)

  - Александър († 330 г. пр. Хр.), генерал на Александър Велики

- Леонат († 322 г. пр. Хр.), приятел и телохранител на Александър Велики[5]